# Kirsten Verbist
Kirsten Verbist (Malle, 11 maart 1987) is een Belgische kunstschaatsster.
Verbist is actief als individuele kunstschaatsster en wordt gecoacht door Karin Rönne.

## Persoonlijke records
| records             | punten | datum      | toernooi             |
| ------------------- | ------ | ---------- | -------------------- |
| Hoogste totaalscore | 89.33  | 17-09-2005 | JGP Tallinn Cup 2005 |
| Hoogste korte kür   | 30.77  | 16-09-2005 | JGP Tallinn Cup 2005 |
| Hoogste lange kür   | 60.70  | 06-03-2006 | WK Junioren 2006     |

## Belangrijke resultaten
| Kampioenschap          | 01/02 | 02/03  | 03/04 | 04/05 | 05/06 | 06/07  | 07/08 | 08/09 |
| ---------------------- | ----- | ------ | ----- | ----- | ----- | ------ | ----- | ----- |
| Europees kampioenschap |       |        |       |       | 30e   |        |       |       |
| Belgisch kampioenschap |       |        | 4e    | 4e    | Goud  | Zilver | Brons | 4e    |
| WK junioren            |       |        | 34e   |       | 31e   |        |       |       |
| NK Junioren            | Brons | Zilver |       |       |       |        |       |       |